# مارتین تسویکر
مارتین تسویکر (آلمانی: Martin Zwicker؛ زادهٔ ۲۷ فوریهٔ ۱۹۸۷) بازیکن هاکی روی چمن اهل آلمان است.